# هالینا زوبچنکو
هالینا زوبچنکو (اوکراینی: Галина Олександрівна Зубченко؛ ۱۹ ژوئیهٔ ۱۹۲۹ – ۴ اوت ۲۰۰۰) نقاش اهل اوکراین بود.